# Professora Angela
Angela Alves Machado (São José dos Pinhais, 11 de julho de 1977), conhecida como Professora Angela, é uma educadora, militante e política brasileira.
Atualmente vereadora de Curitiba pelo Partido Socialismo e Liberdade (PSOL).

## Biografia
Angela nasceu em 11 de julho de 1977, em São José dos Pinhais, Paraná. Formou-se em História pela Universidade Tuiuti do Paraná e atuou como professora na rede pública estadual. Mãe de três filhos, é reconhecida por sua atuação em defesa da educação pública, dos direitos das mulheres e das causas sociais.
Sua trajetória política ganhou destaque em 29 de abril de 2015, durante o episódio conhecido como Batalha do Centro Cívico, quando professores foram violentamente reprimidos pela Polícia Militar durante protesto contra mudanças na previdência estadual. A imagem de Angela enfrentando o batalhão de choque tornou-se símbolo da resistência dos educadores paranaenses. Após esse evento, filiou-se ao PSOL, intensificando sua militância política.
Na eleição municipal de 2016, obteve 1.923 votos em sua candidatura individual. Em 2020, integrou a candidatura coletiva "Somos Juntas" à Câmara Municipal de Curitiba. Em 2022, foi candidata ao governo do Paraná pelo PSOL, defendendo pautas progressistas e se posicionando contra a extrema-direita e o neoliberalismo. Nas eleições de 2024, foi eleita vereadora com 6.294 votos, tornando-se a primeira representante do PSOL na história da Câmara Municipal de Curitiba. Atualmente, é líder do PSOL na Câmara e segunda vice-líder da oposição.
Além de seu mandato parlamentar, Professora Angela atua em movimentos sociais, como o Coletivo Juntas e a Rede Emancipa de Educação Popular. Suas principais bandeiras incluem o feminismo, defesa da educação pública, da maternidade, saúde universal, do direito à cidade e da cultura, diversidade e direitos das pessoas LGBTQIAPN+, combate à crise climática e ao racismo. Além disso, ela apoia os movimentos da Palestina livre e a desmilitarização da polícia. Na Câmara, integra a Comissão de Educação, Turismo, Cultura, Esporte e Lazer.
Durante sua posse na Câmara Municipal, ela exibiu a bandeira palestina e, em discursos no plenário, classificou o governo israelense como um "Estado assassino" responsável pelo genocídio na Faixa de Gaza. Em vídeos e postagens de redes sociais, Angela utiliza expressões como "Palestina Livre Já!" e criticando narrativas que buscam naturalizar a violência contra os palestinos. Por sua postura, Angela enfrentou um processo de cassação movido por vereadores, que a acusam de antissemitismo. Ela refuta essas acusações, afirmando ser antissionista e não antissemita, e destaca que sua crítica é direcionada à ideologia sionista de supremacia étnica e colonialismo.
Em 2025, dez anos após a Batalha do Centro Cívico, um protesto foi realizado em 29 de abril, organizado principalmente pela APP-Sindicato e pelo Fórum das Entidades Sindicais (FES). No ato, Angela reforçou seu compromisso com a luta dos servidores públicos, relembrou o episódio de 2015 e destacou que, naquela ocasião, os manifestantes foram atacados com bombas, jatos de água e spray de pimenta por simplesmente quererem acompanhar a votação de um projeto que afetava diretamente seus direitos. Ela também responsabilizou o então ex-governador Beto Richa e o secretário Fernando Francischini pelo ocorrido. Reforçou a importância da valorização salarial do funcionalismo público e da memória coletiva para evitar que episódios como o de 2015 se repitam.